# 葡萄牙外交
葡萄牙的外交关系与它在地理大发现时代的主要角色和现在已不存在的葡萄牙帝国的历史角色有关。葡萄牙是欧盟成员国，也是北约的创始成员国。它是欧洲一体化和跨大西洋关系的坚定支持者。奥古斯托·桑托斯·席尔瓦是葡萄牙现任外交部长。

## 历史
历史上，葡萄牙外交的重点一直是维护其独立，避免被西班牙吞并，并且维护1386年正式成立的英葡联盟，这一同盟一直持续到今天。
还有一些目标也是始终如一的，例如维护伊比利亚半岛的政治稳定和让世界承认葡萄牙在欧洲和大西洋的利益(也包括在历史不同时期的印度洋和太平洋)。

## 国际组织

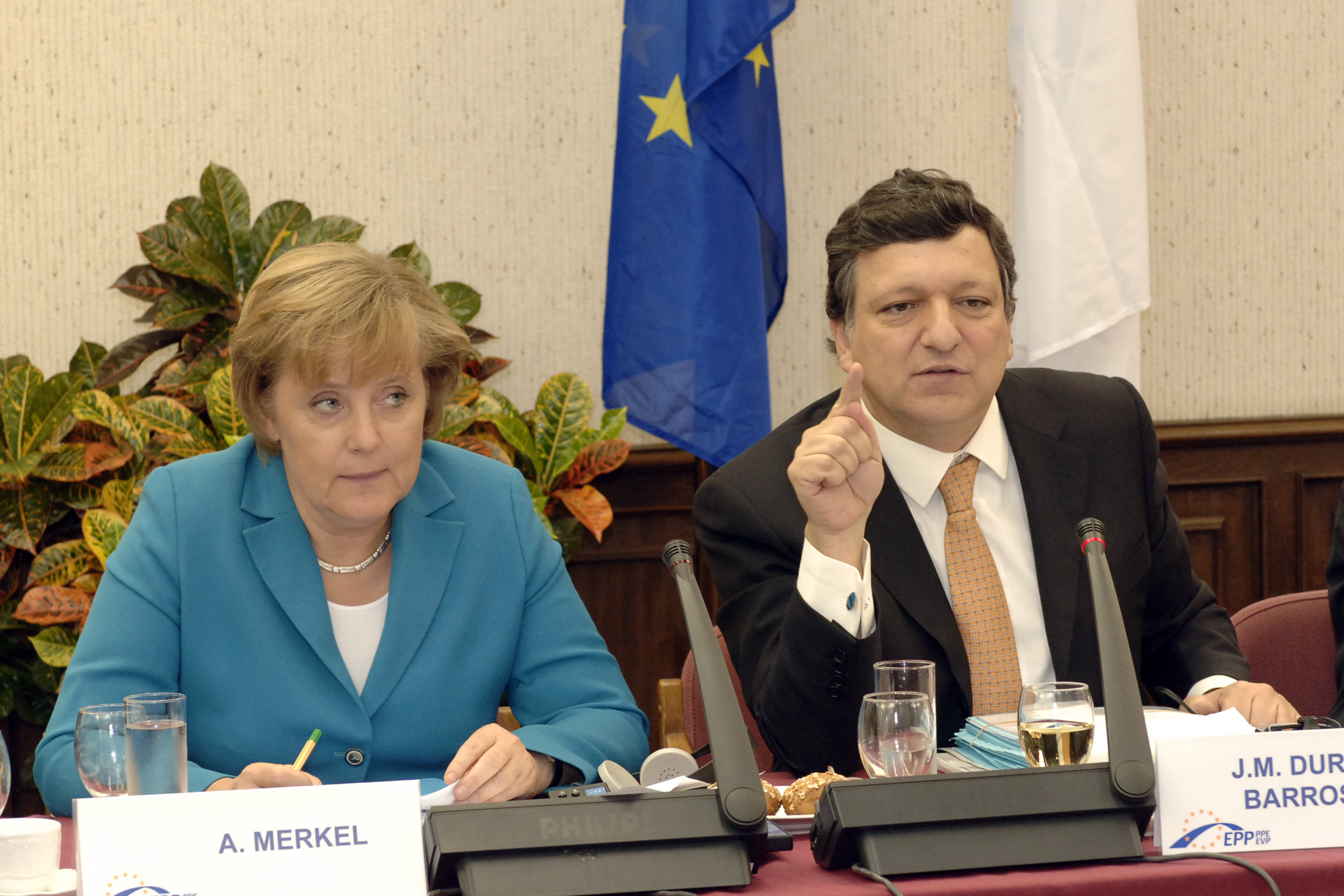
安格拉·默克尔和若泽·曼努埃尔·巴罗佐

葡萄牙是北约(1949年)、经济合作与发展组织(1961年)和欧洲自由贸易区(1960年)的创始成员国;它于1986年离开欧洲自由贸易区，加入欧洲经济共同体，该共同体于1993年成为欧洲联盟(欧盟)。1996年，成立葡萄牙语国家共同体(CPLP)。葡萄牙自1955年以来一直是联合国的会员国。
最近，美国和诸如北约组织和联合国等政府间组织也肯定了葡萄牙的重要作用。
葡萄牙一直是欧盟的重要受益者。从1995年到2004年，它是欧盟15国中最大的受益者之一(仅在总值上落后于西班牙和希腊，在人均水平上落后于爱尔兰和希腊)。葡萄牙是欧洲一体化的支持者，2000年上半年第二次担任欧盟轮值主席国，2007年下半年再次担任欧盟轮值主席国。葡萄牙利用这个机遇启动了欧盟和非洲之间的对话，并开始采取措施使欧洲经济充满活力和竞争力。2002年，欧元开始作为葡萄牙的货币流通。葡萄牙总理若泽·苏格拉底于2007年7月至12月担任欧盟理事会轮值主席。在这个职位上，苏格拉底和他的团队关注欧盟-巴西和欧盟-非洲联盟的关系，以及里斯本条约的批准。
葡萄牙是北约的创始成员国，它是该联盟的一个积极成员。例如，在巴尔干维持和平部队中按比例派遣了大批特遣队。葡萄牙提议成立葡萄牙语国家共同体，以改善与其他葡语国家的关系。此外，葡萄牙同西班牙一道参加了一系列伊比利亚-美洲高峰会。葡萄牙担任了2002年欧洲安全与合作组织(欧安组织)的主席。

## 争端
葡萄牙声称对其与西班牙接壤的有争议的奥利文萨这块领土拥有主权。

## 外部連結
- 葡萄牙外交部
- 葡萄牙外交部的Facebook專頁
- 葡萄牙外交部的X（前Twitter）
- YouTube上的葡萄牙外交部頻道